# Chestnut Hill College
Il Chestnut Hill College è un'università privata di indirizzo cattolico con sede a Filadelfia, nello stato americano del Pennsylvania.
Il Mount Saint Joseph College fu inaugurato nel 1924 dalle Suore di San Giuseppe di Filadelfia e prese il nome di Chestnut Hill College nel 1938.